# الحالة ج (مسلسل)
الحالة ج هو مسلسل مصري عٌرض لأول مرة على قناة الحياة المصرية وذلك يوم 27 مايو 2017، في حين انتهى عرض المسلسل يوم 30 يونيو من نفس السنة.

## قصة المسلسل
تدور احداث المسلسل حول ضابط شرطة، تقع له مشكلة ويدخل على إثرها في علاقة من نوع خاص مع مديرة إحدى الهيئات الطبية.

## الممثلون
| الممثل              | الدور           |
| ------------------- | --------------- |
| حورية فرغلي         | عالية           |
| أحمد زاهر           | حازم نور الدين  |
| طارق عبد العزيز     | أحمد عسران      |
| أشرف زكي            | زايد الهياتمي   |
| إيناس كامل          | إيمان نور الدين |
| ياسر علي ماهر       | حسين            |
| عمرو صالح           | سامي العطوفي    |
| بطرس غالي (ممثل)    | فؤاد نور الدين  |
| محمد مهران          | عماد جوزيف      |
| علي الطيب           | كومبريسور       |
| دينا وشاحي          | حنين            |
| ضياء عبد الخالق     | مجدي الميت      |
| أحمد جلال عبد القوي | علاء            |
| نادر فؤاد           | محمود الهياتمي  |
| بسنت شوقي           | سمرة            |
| إسماعيل شرف         | سعد الله        |
| ناصر شاهين          | ممدوح           |
| محمود مسعود         | غريب الحناطي    |
| محمد الأباصيري      | الظابط وديع     |